# Ailly-sur-Somme
Ailly-sur-Somme é uma comuna francesa na região administrativa de Altos da França, no departamento de Somme. Estende-se por uma área de 15,06 km². Em 2010 a comuna tinha 3 011 habitantes (densidade: 199,9 hab./km²).